# Runaway Tour
Il Runaway Tour è il terzo tour musicale del cantante statunitense Post Malone, a supporto del suo terzo album in studio Hollywood's Bleeding (2019).

## Scaletta
Questa è la scaletta del concerto del 17 settembre 2019 a Portland. Non è pertanto rappresentativa di tutti i concerti.
1. Hollywood's Bleeding
2. Better Now
3. Saint-Tropez
4. Goodbyes
5. Die for Me
6. Allergic
7. Candy Paint
8. Psycho
9. Enemies
10. Wow
11. Paranoid
12. I Fall Apart
13. Over Now
14. Take What You Want
15. Stay
16. Circles
17. Go Flex
18. White Iverson
19. Sunflower (con Swae Lee)
20. Rockstar
21. Congratulations

## Artisti d'apertura
La seguente lista rappresenta il numero correlato agli artisti d'apertura nella tabella delle date del tour.
- Swae Lee = 1
- Tyla Yaweh = 2

## Date del tour
| Data              | Città            | Stato        | Luogo                                | Artisti d'apertura | Biglietti venduti / Biglietti disponibili | Incasso      |
| Nord America      | Nord America     | Nord America | Nord America                         | Nord America       | Nord America                              | Nord America |
| ----------------- | ---------------- | ------------ | ------------------------------------ | ------------------ | ----------------------------------------- | ------------ |
| 14 settembre 2019 | Tacoma           | Stati Uniti  | Tacoma Dome                          | 1 ; 2              | 16.356 / 16.356                           | $1,723,450   |
| 16 settembre 2019 | Vancouver        | Canada       | Rogers Arena                         | 1 ; 2              | 14.541 / 14.541                           | $1.474.400   |
| 17 settembre 2019 | Portland         | Stati Uniti  | Moda Center                          | 1 ; 2              | 12.323 / 12.323                           | $1.220.548   |
| 19 settembre 2019 | Sacramento       | Stati Uniti  | Golden 1 Center                      | 1 ; 2              | 13.496 / 13.496                           | $1.598.148   |
| 21 settembre 2019 | Fresno           | Stati Uniti  | Save Mart Center                     | 2                  | 11.484 / 11.484                           | $1.395.146   |
| 22 settembre 2019 | Las Vegas        | Stati Uniti  | Downtown Las Vegas                   | N.D.               | N.D.                                      | N.D.         |
| 26 settembre 2019 | Saint Paul       | Stati Uniti  | Xcel Energy Center                   | 1 ; 2              | 27.543 / 27.543                           | $3.132.343   |
| 27 settembre 2019 | Saint Paul       | Stati Uniti  | Xcel Energy Center                   | 1 ; 2              | 27.543 / 27.543                           | $3.132.343   |
| 29 settembre 2019 | Detroit          | Stati Uniti  | Little Caesars Arena                 | 1 ; 2              | 14.108 / 14.108                           | $1.944.647   |
| 1º ottobre 2019   | Chicago          | Stati Uniti  | United Center                        | 1 ; 2              | 14.585 / 14.585                           | $1.985.303   |
| 3 ottobre 2019    | Toronto          | Canada       | Scotiabank Arena                     | 1 ; 2              | 28.492 / 28.492                           | $3.083.830   |
| 4 ottobre 2019    | Toronto          | Canada       | Scotiabank Arena                     | 1 ; 2              | 28.492 / 28.492                           | $3.083.830   |
| 6 ottobre 2019    | Buffalo          | Stati Uniti  | KeyBank Center                       | 1 ; 2              | 13.861 / 13.861                           | $1.483.223   |
| 8 ottobre 2019    | Boston           | Stati Uniti  | TD Garden                            | 1 ; 2              | 26.437 / 26437                            | $3.421.341   |
| 9 ottobre 2019    | Boston           | Stati Uniti  | TD Garden                            | 1 ; 2              | 26.437 / 26437                            | $3.421.341   |
| 11 ottobre 2019   | Atlantic City    | Stati Uniti  | Boardwalk Hall                       | 1 ; 2              | 12.907 / 12.907                           | $1.746.987   |
| 12 ottobre 2019   | Washington, D.C. | Stati Uniti  | Capital One Arena                    | 1 ; 2              | 14.116 / 14.116                           | $2.094.690   |
| 14 ottobre 2019   | New York City    | Stati Uniti  | Madison Square Garden                | 1 ; 2              | 28.967 / 28.967                           | $4.227.339   |
| 15 ottobre 2019   | New York City    | Stati Uniti  | Madison Square Garden                | 1 ; 2              | 28.967 / 28.967                           | $4.227.339   |
| 17 ottobre 2019   | Raleigh          | Stati Uniti  | PNC Arena                            | 1 ; 2              | 12.487 / 12.487                           | $1.585.642   |
| 18 ottobre 2019   | Atlanta          | Stati Uniti  | State Farm Arena                     | 1 ; 2              | 12.815 / 12.815                           | $1.604.312   |
| 20 ottobre 2019   | Miami            | Stati Uniti  | American Airlines Arena              | 1 ; 2              | 10.623 / 10.623                           | $1.346.521   |
| 21 ottobre 2019   | Sunrise          | Stati Uniti  | BB&T Center                          | 1 ; 2              | 9.402 / 9.402                             | $840.433     |
| 24 ottobre 2019   | Tampa            | Stati Uniti  | Amalie Arena                         | 1 ; 2              | 13.901 / 13.901                           | $1.711.966   |
| 25 ottobre 2019   | Jacksonville     | Stati Uniti  | Jacksonville Veterans Memorial Arena | 1 ; 2              | 11.009 / 11.009                           | $1.404.339   |
| 29 ottobre 2019   | San Antonio      | Stati Uniti  | AT&T Center                          | 1 ; 2              | 13.790 / 13.790                           | $1.801.490   |
| 2 novembre 2019   | Arlington        | Stati Uniti  | AT&T Stadium                         | N.D.               | N.D.                                      | N.D.         |
| 4 novembre 2019   | Oklahoma City    | Stati Uniti  | Chesapeake Energy Arena              | 1 ; 2              | 12.267 / 12.267                           | $1.600.637   |
| 5 novembre 2019   | Houston          | Stati Uniti  | Toyota Center                        | 1 ; 2              | 12.197 / 12.197                           | $1.690.741   |
| 8 novembre 2019   | Glendale         | Stati Uniti  | Gila River Arena                     | 1 ; 2              | 13.426 / 13.426                           | $1.772.859   |
| 10 novembre 2019  | Denver           | Stati Uniti  | Pepsi Center                         | 1 ; 2              | 13.745 / 13.745                           | $1.866.250   |
| 11 novembre 2019  | Salt Lake City   | Stati Uniti  | Vivint Smart Home Arena              | 1 ; 2              | 11.754 / 11.754                           | $1.560.258   |
| 14 novembre 2019  | Oakland          | Stati Uniti  | Oracle Arena                         | 1 ; 2              | 13.601 / 13.601                           | $1.708.679   |
| 16 novembre 2019  | Anaheim          | Stati Uniti  | Honda Center                         | 1 ; 2              | 25.394 / 25.394                           | $2.878.617   |
| 17 novembre 2019  | Anaheim          | Stati Uniti  | Honda Center                         | 1 ; 2              | 25.394 / 25.394                           | $2.878.617   |
| 20 novembre 2019  | Inglewood        | Stati Uniti  | The Forum                            | 1 ; 2              | 24.985 / 24.985                           | $2.869.733   |
| 21 novembre 2019  | Inglewood        | Stati Uniti  | The Forum                            | 1 ; 2              | 24.985 / 24.985                           | $2.869.733   |
| 4 febbraio 2020   | Omaha            | Stati Uniti  | CHI Health Center Omaha              | 1 ; 2              | 14.501 / 14.501                           | $1.926.887   |
| 5 febbraio 2020   | Kansas City      | Stati Uniti  | Sprint Center                        | 1 ; 2              | 13.406 / 13.406                           | $1.881.241   |
| 7 febbraio 2020   | St. Louis        | Stati Uniti  | Enterprise Center                    | 1 ; 2              | 13.387 / 13.387                           | $1.920.408   |
| 9 febbraio 2020   | Indianapolis     | Stati Uniti  | Bankers Life Fieldhouse              | 1 ; 2              | 14.030 / 14.030                           | $2.093.697   |
| 11 febbraio 2020  | Rosemont         | Stati Uniti  | Allstate Arena                       | 1 ; 2              | 12.716 / 12.716                           | $1.861.282   |
| 12 febbraio 2020  | Grand Rapids     | Stati Uniti  | Van Andel Arena                      | 1 ; 2              | 10.924/ 10.924                            | $1.625.735   |
| 14 febbraio 2020  | Toronto          | Canada       | Scotiabank Arena                     | 1 ; 2              | 14.667 / 14.667                           | $1.246.500   |
| 16 febbraio 2020  | Montréal         | Canada       | Bell Centre                          | 1 ; 2              | 15.523 / 15.523                           | $1.692.240   |
| 18 febbraio 2020  | Newark           | Stati Uniti  | Prudential Center                    | 1 ; 2              | 12.821 / 12.821                           | $1.873.212   |
| 19 febbraio 2020  | Uniondale        | Stati Uniti  | Nassau Veterans Memorial Coliseum    | 1 ; 2              | 11.374 / 11.374                           | $1.654.145   |
| 21 febbraio 2020  | Filadelfia       | Stati Uniti  | Wells Fargo Center                   | 1 ; 2              | 14.862 / 14.862                           | $2.225.439   |
| 22 febbraio 2020  | Hershey          | Stati Uniti  | Giant Center                         | 1 ; 2              | 8.767 / 8.767                             | $1.522.300   |
| 24 febbraio 2020  | Pittsburgh       | Stati Uniti  | PPG Paints Arena                     | 1 ; 2              | 14.283 / 14.283                           | $2.173.510   |
| 27 febbraio 2020  | Washington, D.C. | Stati Uniti  | Capital One Arena                    | 1 ; 2              | 14.305 / 14.305                           | $1.982.638   |
| 29 febbraio 2020  | Columbia         | Stati Uniti  | Colonial Life Arena                  | 1 ; 2              | 13.231 / 13.231                           | $1.895.616   |
| 1º marzo 2020     | Greensboro       | Stati Uniti  | Greensboro Coliseum                  | 1 ; 2              | 14.210 / 14.210                           | $1.656.401   |
| 3 marzo 2020      | Duluth           | Stati Uniti  | Infinite Energy Arena                | 1 ; 2              | 9.482 / 9.482                             | $1.373.714   |
| 4 marzo 2020      | Nashville        | Stati Uniti  | Bridgestone Arena                    | 1 ; 2              | 13.838 / 13.838                           | $1.884.054   |
| 6 marzo 2020      | Memphis          | Stati Uniti  | FedExForum                           | 1 ; 2              | 12.737 / 12.737                           | $1.699.381   |
| 9 marzo 2020      | Houston          | Stati Uniti  | Toyota Center                        | 1 ; 2              | 11.914 / 11.914                           | $1.629.539   |
| 10 marzo 2020     | Austin           | Stati Uniti  | Frank Erwin Center                   | 2                  | 11.618 / 11.618                           | $1.581.477   |
| 12 marzo 2020     | Denver           | Stati Uniti  | Pepsi Center                         | 1 ; 2              | 13.102 / 13.102                           | $1.853.572   |

## Cancellazioni
| Data          | Città          | Stato       | Luogo                      | Causa                |
| ------------- | -------------- | ----------- | -------------------------- | -------------------- |
| 14 marzo 2020 | Las Vegas      | Stati Uniti | MGM Grand Garden Arena     | Pandemia di COVID-19 |
| 15 marzo 2020 | Phoenix        | Stati Uniti | Talking Stick Resort Arena | Pandemia di COVID-19 |
| 17 marzo 2020 | Ontario        | Stati Uniti | Toyota Arena               | Pandemia di COVID-19 |
| 19 marzo 2020 | San Francisco  | Stati Uniti | Chase Center               | Pandemia di COVID-19 |
| 21 marzo 2020 | Salt Lake City | Stati Uniti | Vivint Smart Home Arena    | Pandemia di COVID-19 |